# Bawley

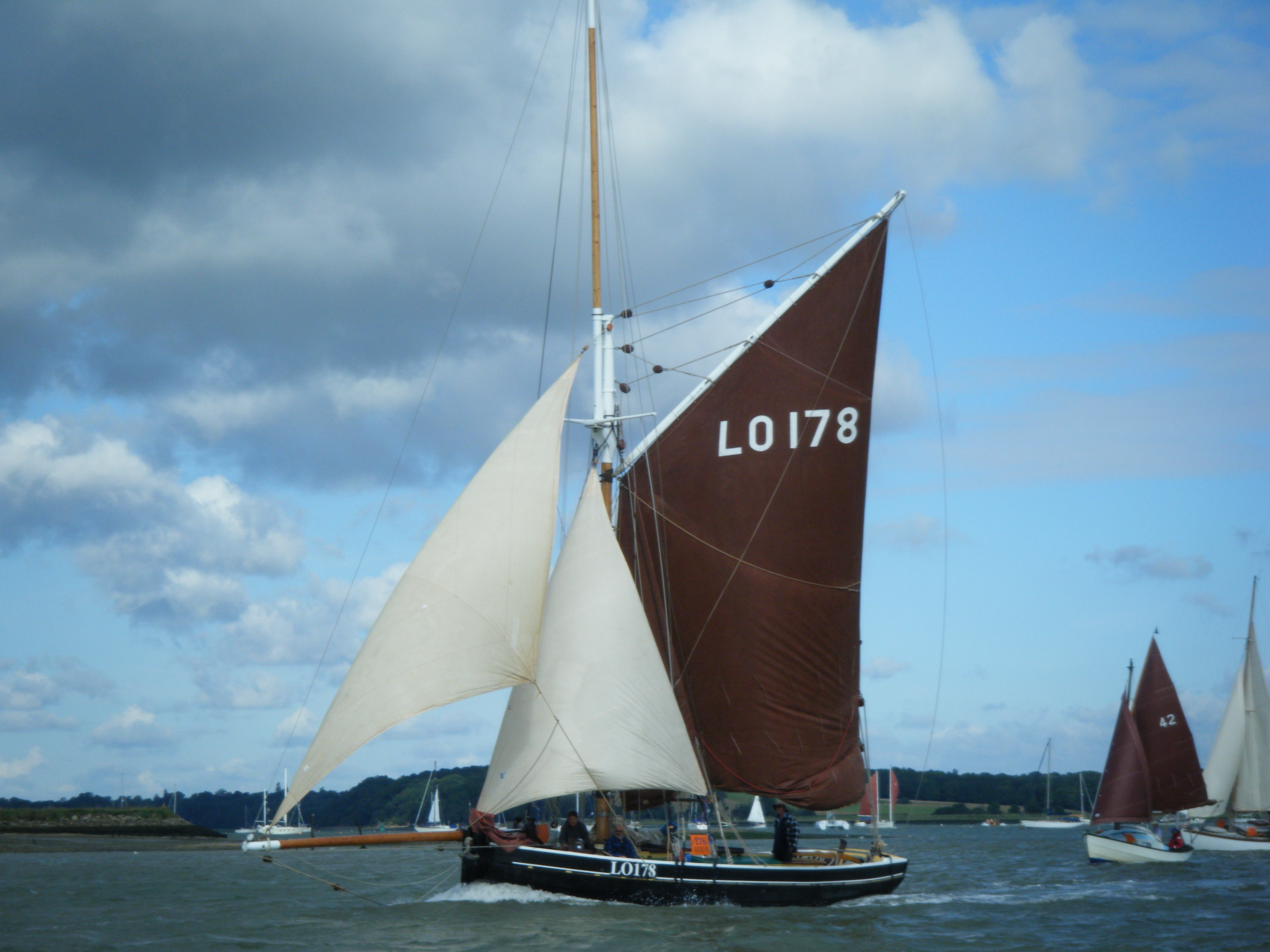
Die Brightlingsea-Bawley Bona

Eine Bawley ist ein kleiner britischer Fischereisegelbootstyp.

## Geschichte
Der Bootstyp verbreitete sich an der südenglischen Küste von Leith Hill über andere Häfen der Themsemündung bis nach Harwich. Seine Verwendungszeit lag in der Hauptsache im 19. Jahrhundert, er wurde aber auch im 20. Jahrhundert eingesetzt, zuletzt jedoch oft ausschließlich mit Motorisierung statt Besegelung. Die verbliebenen Exemplare werden heute als Freizeit- und Traditionsschiffe eingesetzt.

## Bauweise
Die etwa zwölf Meter langen und rund viereinhalb breiten hölzernen gedeckten Segler mit Kutterbesegelung sind vorne zulaufend mit kräftigen Bugspriet. Das sich verjüngende Achterschiff schließt mit einem breiten Spiegelheck und der Ruderpinne ab. Die Schiffe wurden zunächst in schwerer Klinkerbauweise gebaut, später wurde zur Kraweelbeplankung übergegangen. Der größte Teil des Decks ist geschlossen, nur kleine Luken geben Zugang zum flachen Unterraum. Verfügten die Bawleys anfangs über eine Seewasserbünn, eine mit Wasser gefüllte Luke, die den Fang lebendig und somit frisch hielt, erhielten spätere Bauten einen Ofen zum Kochen der gefangenen Nordseegarnelen. Der einzelne Mast ist etwas vorlicher als Mittschiffs angeordnet, die Besegelung besteht aus einem hoch angesetzten Gaffelsegel ohne unteren Baum, einem Gaffeltoppsegel und einem oder zwei Vorsegeln.